# Can Can Censura
Can Can Censura è un'opera d'arte ready-made del pittore e scultore italiano Elio Marchegiani. Fa parte della Collezione MART - Museo d'arte moderna e contemporanea di Trento e Rovereto - VAF.
Prima opera sonora.  
Ready made, tre trasformatori, altoparlante, registratore autoreverse, micro interruttore, audiocassetta, 
spine e prese. 
Parte elettrica sostituita nel tempo.
Firmato e datato sul retro

## Esposizioni
- 1965 Firenze, Galleria La Vigna Nuova, Gruppo 70 – Luna Park,  Mantova, a cura di Giuse Benignetti;
- 1965 Firenze, Galleria La Vigna Nuova, 3º Festival Gruppo 70,  a cura di Giuse Benignetti;
- 1965 Perugia, Galleria Le Muse, Gruppo 70, a cura di Giuse Benignetti;
- 1966 Galleria Apollinaire, Milano, L'Occhio e la Venere,  personale a cura di Maurizio Fagiolo dell'Arco;
- 1966 Casa del Mantegna, Mantova,  Gruppo 70, a cura di Giuse Benignetti;
- 1971 Galleria La Bertesca, Genova Chiarificazione 1950-1971 antologica a cura di Carola Pandolfo, con presentazione del volume avente lo stesso titolo, AA.VV. Edizione Masnata, Genova;
- 1973 Galleria Il Fante di Picche, Livorno,  Antologica a cura di Paolo Belforte e Carola Pandolfo con presentazione del volume Ricerca di un processo logico nell'opera di Elio Marchegiani di Bruno D'Amore, Belforte Ed. Livorno, op.cit.;
- 1979 Pinacoteca Comunale, Macerata,  L'umano di-segnar,  Antologica -  cura e catalogo con presentazione di Elverio Maurizi;
- 1980, Sala Comunale delle Esposizioni, Reggio Emilia,  Rapporti Referenziali cura e catalogo con presentazione di Bruno D'Amore, antologia AA.VV. a cura di Carola Pandolfo;
- 1998 Museo Civico Giovanni Fattori, Villa Mimbelli, Livorno,  Elio Marchegiani - Fare per far pensare,  Antologica a cura di Carola Pandolfo Marchegiani, antologia di AA.VV. - presentazione di Giorgio Cortenova;
- 2007 Ente Mostra di Pittura Contemporanea  “Città di Marsala” Convento del Carmine, Elio Marchegiani Linee di     produzione1957-2007-,  cura e presentazione di Sergio Troisi , monografia con antologia di AA.VV a cura di Carola Pandolfo Marchegiani, Edizioni Carte Segrete, Roma;
- 2007  Sala Espositiva del Centro d'Arte Contemporanea (CEDAC) della Facoltà di Lettere e Filosofia, Università Roma Tre, Elio Marchegiani - Tra esperimento e innovazione: cinquant'anni di idee, progetti ed opere (1957-2007) Antologica a cura di Otello Lottini e Mariastella Margozzi.